# Johannes Ekelund
Johannes Ekelund, född omkring 1712 i Österbotten, död 1746 i Sankt Petersburg, var en finländsk läkare. 
Ekelund disputerade 1743 för professor Herman Diedrich Spöring och blev den förste medicine doktorn i Åbo. Han fördes under lilla ofreden som krigsfånge till Ryssland.